# Lophodesmus celatus
Lophodesmus celatus är en mångfotingart som beskrevs av Pocock 1909. Lophodesmus celatus ingår i släktet Lophodesmus och familjen fingerdubbelfotingar. Inga underarter finns listade i Catalogue of Life.